# 코트 인 어 카바레
코트 인 어 카바레(Caught In A Cabaret)는 미국에서 제작된 마벨 노맨드 감독의 1914년 코미디 영화이다. 찰리 채플린 등이 주연으로 출연하였고 맥 세네트 등이 제작에 참여하였다.

## 출연

### 주연
- 찰리 채플린
- 마벨 노맨드

### 조연
- 해리 맥코이
- 체스터 콘클린
- 에드가 케네디
- 민타 더피
- 필리스 엘렌
- 조세프 스위카드
- 앨리스 대번포트
- 고든 그리피스
- 행크 만
- 월레스 맥도널드

## 같이 보기
- 찰리 채플린의 영화 목록